# ديماركو موراي
ديماركو موراي (بالإنجليزية: DeMarco Murray)‏ هو لاعب كرة قدم أمريكية أمريكي، ولد في 12 فبراير 1988 في لاس فيغاس في الولايات المتحدة.

## وصلات خارجية
- الموقع الرسمي
- ديماركو موراي على موقع مرجع كرة القدم المحترفة.كوم (الإنجليزية)
- ديماركو موراي على موقع كلية كرة القدم في سبورتس رفرنس.كوم (الإنجليزية)